# Gasoleros
Gasoleros fue una telenovela argentina emitida entre 1998 y 1999 por Canal 13. Salía al aire a las 21.00hs, es decir, durante el prime time, de lunes a viernes. Fue producida por Pol-ka y la idea original fue de Adrián Suar. El tema musical de la introducción es "Gasolero", de Vicentico. Protagonizada por Juan Leyrado y Mercedes Morán. Coprotagonizada por Nicolás Cabré, Malena Solda, Matías Santoiani, Alejandro Fiore, Cecilia Milone y Pablo Rago. También, contó con las actuaciones especiales de Dady Brieva y los primeros actores Silvia Montanari, China Zorrilla, Manuel Callau, María Fiorentino y Héctor Bidonde. Y las participaciones de Rubén Rada, Verónica Llinás y Favio Posca como actores invitados. La primera temporada (1998) alcanzó un índice de audiencia promedio de 25,5 puntos.

## Argumento
La trama se basa en la vida cotidiana de la familia Panigasi, una familia de clase media empobrecida (situación a la que hace referencia el título de la tira "Gasoleros", que en Buenos Aires es una expresión para referirse a personas o situaciones que se realizan con escaso presupuesto). El padre del clan es Héctor (Juan Leyrado), un ex colectivero devenido en mecánico, que posee un taller junto a familiares y amigos. A su vez, el desarrollo de la telenovela se centra en el incipiente romance del ya mencionado Héctor con Roxana Presutti (Mercedes Morán), una mujer casada con un hombre al que cree amar, Jorge (Manuel Callau), hasta que conoce a Héctor, quien la seduce con base en canciones de la década del 70 y su carisma.
Emilia (Silvia Montanari) es otro personaje central en la trama, que posee un bar al que consiguió con mucho esfuerzo, lugar en el cual ocurrirán muchas de las historias surgidas a lo largo de la telenovela.
Es una telenovela que refleja las costumbres argentinas más comunes y la vida de la gente de clase media, en la época en que fue hecha.

## Elenco
| Actor                | Personaje                    | Temporadas | Temporadas |
| Actor                | Personaje                    | 1°         | 2°         |
| -------------------- | ---------------------------- | ---------- | ---------- |
| Juan Leyrado         | Héctor Melchor Panigazzi     | Principal  | Principal  |
| Mercedes Morán       | María Roxana “Roxy” Presutti | Principal  | Principal  |
| Silvia Montanari (†) | Emilia Nieto                 | Principal  |            |
| Dady Brieva          | Alberto "Tucho" Regüeyo      | Principal  | Principal  |
| Pablo Rago           | Carlos "Bonzo"               | Principal  | Invitado   |

### Elenco secundario
| Año                 | Personaje                   | Temporadas | Temporadas |
| Año                 | Personaje                   | 1°         | 2°         |
| ------------------- | --------------------------- | ---------- | ---------- |
| Manuel Callau       | Jorge Martínez Olmos        | Principal  | Principal  |
| Cecilia Milone      | Isabel Panigassi            | Principal  | Principal  |
| Nicolás Cabré       | Alejo Felman Presutti       | Principal  | Principal  |
| Malena Solda        | Luciana Nieto               | Principal  |            |
| Héctor Bidonde      | Benito Carrasco             | Principal  | Principal  |
| Alejandro Fiore     | Juan Carlos "Vikingo" Eguía | Principal  |            |
| Matías Santoianni   | Darío Panigassi             | Principal  | Principal  |
| Nicolás Pauls       | Sebastián                   | Principal  | Principal  |
| Pamela Rodríguez    | Sandra Nieto                | Principal  | Principal  |
| Yaco González       | Palo Santich                | Principal  |            |
| Luciano Leyrado     | Javier "Javi"               | Principal  | Principal  |
| Melina Petriella    | Valeria Martínez Olmos      | Principal  | Principal  |
| Matias Camisani     | Esteban                     | Principal  |            |
| Jimena Barón        | Betina "Loli"               | Principal  | Principal  |
| Valeria Bertuccelli | Elbita                      |            | Principal  |
| Rubén Rada          | Liber                       | Principal  |            |
| María Fiorentino    | Felicidad García            | Principal  | Principal  |
| Fabián Mazzei       | Marcelo Gutiérrez           | Principal  |            |
| Mariano Martínez    | Diego Lázaro                | Principal  |            |
| Verónica Llinás     | Alicia "Chula" Rivarola     | Principal  | Principal  |
| Favio Posca         | José "Bambi"                |            | Principal  |
| China Zorrilla (†)  | Matilde Arévalo de Presutti |            | Principal  |

### Actuaciones Especiales
- El Loro Sanguinetti
- La Perra Flor (perra de China Zorrilla).
- Carlos Calvo (†) como Rodolfo Rojas (personaje de R.R.D.T.)
- Juan Darthés como Pedro Fernández.
- Gabriela Toscano como Graciela.
- Víctor Laplace como Gustavo Piccolo.
- María Leal como Ana Salinas.
- Héctor Calori como Sergio Felman.
- Miguel Dedovich (†) como Horacio (Papá de Esteban).
- Carlos Roffé (†) como Elias Fortunatto.
- Nilda Raggi como Hermana Gloria.
- Max Berliner (†) como Barzuc.
- Claudia Fontán como Marina.
- Diana Lamas como Marisa Ramos.
- Sergio Surraco como Frankie.
- Gabo Correa como Oscar.
- María Ibarreta como Alita.
- Roberto Fiore (†) como Panigassi Padre.
- Fausto Collado como Domingo "Cholo".
- Coraje Ábalos como Juan.
- Emilia Mazer como Elena.
- Osvaldo Santoro como Mario "Turco" Abdala.
- Pablo Ini como Enfermero.
- Rubén Ballester como Guillermo "Willy" García.
- Mario Alarcón como Fernando Belloso.
- Martín Seefeld como Martín Ferreyra.
- Divina Gloria como Lorna.
- Aníbal Silveyra como Mauro.
- Agustina Posse (†) como Jessica Rosenthal.
- Claudia Flores como Julieta.
- Ricardo Puente como Ricardo Fortunatto.
- Marina Skell como Alicia.
- Carola Reyna como Andrea Nuñez.
- Silvia Perez como Karina.
- Sandra Smith como Nancy.
- Tony Spina (†) como Dr. Iñíguez.
- Omar Pini (†) como Dr. Fuentes.
- Patricia Castell (†) como Irma Olmos.
- Enrique Morales como Carlos Martínez Olmos.
- Érica Rivas como Paula.
- Mercedes Funes como Claudia Ferreyra.
- Silvana Sosto como Inmobiliaria.
- Maida Andrenacci como Antonella.
- Graciela Stéfani como Esposa de Martín.
- Alejandro Müller como Profesor.
- Tito Haas como Petruzzi.
- Carlos Bermejo (†) como Eduardo Manfredi.
- Anahí Martella como Silvia.
- Emilio Bardi como José.
- Andrea Campbell como Verónica.
- Rodrigo Aragón como Raul.
- Julieta Díaz como Jimena.
- Mercedes Scápola como Teresa.
- Moro Anghileri como Paloma.
- Laura Miller como Gladys.
- Diego Jalfen como Tomás.
- Guido D'Albo como Ramírez.
- Eduardo Cutuli como Investigador.
- Carlos Portaluppi como Gerardo.
- Marcelo Cosentino como Ricardo.
- Fabián Talín como Vendedor.
- Vivian El Jaber como Dina.
- Alejandro Lerner como Federico.
- Edgardo Moreira como Nestor.
- María Elena Sagrera (†) como Dora Salinas.
- Gabriel Lenn como Suca.
- Isabel Spagnuolo como Marta.
- Rubén Green (†) como Walter.
- Juan Vitali como Tulio.
- César Vianco como Rodrigo.
- Martín Karpan como Rubén.
- Martín Adjemián (†) como Gregorio Rosenthal (Guelle).
- Alejandra Da Passano (†) como Berta Rosenthal.
- Alex Benn como Agustín.
- Mónica Santibáñez como Norma.
- Alejandra Gavilanes como Laura Marquez Gentile.
- Juan Gil Navarro como Wolfrang.
- Sandra Ballesteros como Mónica.
- Julián Marti como Bubi.
- Luciano Comte como Felipe.
- Enrique Dumont como Camello.
- Germán Liotto como Daniel.
- Regina Lamm como Irene.
- Héctor Sinder (†) como Preso.
- Ricardo Díaz Mourelle como El Pelado.
- Beatriz Thibaudin (†)
- Boris Rubaja como Rafael.
- Cristina Banegas como Dra. Eva Belloso.
- Lucrecia Capello (†) como Zulema.
- Noelia Noto como Andrea Carrasco.
- Cira Caggiano como Monica.
- Monica Gazpio como Leonor.
- Luis Minces como Eusebio.
- Carlos Moreno (†) como Miguel.
- Tina Serrano como Teresa "Tití".
- Inés Paz como Soledad.
- Fabio Aste
- Isabel Quinteros como Rita.
- Eugenia Tobal como Fiona.
- Carolina Valverde
- Marina Glezer
- Violeta Urtizberea como Milena.
- Dan Breitman como Juan Manuel.
- Claudia Albertario como Tamara.
- Gastón Ricaud como Julián.
- Guadalupe Martínez Uría como María Etcheverry.
- Héctor Anglada (†) como Rubén Benitez (Pua).
- Gastón Domínguez como Diego.
- Diego Peretti como Arturo.
- Ana María Caso como Elsa.
- Carmen Vallejo (†) como Concepción.
- Alejo García Pintos como Alvarito.
- Hugo Castro (†)
- Manuel Wirzt como Potro.
- Ernesto Larrese como Horacio de Vicenci.
- Camila Gotkin como Violeta Panigassi.
- Sofía Palomino como Sandra Nieto (niña).
- Carina Zampini como Vera Vázquez.
- Mirta Busnelli como Ana Clara.
- Peto Menahem como Hector.
- Patricio Arellano como Ariel.
- Agustín Palermo como Nicolás "Nico".
- Vanessa Miller como Virginia .
- Mike Amigorena como Matías.
- Claudio Rissi como Willy.
- Edda Diaz como Dora.
- Edda Bustamante como Victoria.
- Boy Olmi como Mauro.
- Paulo Brunetti como Pablo.
- Luciano Cáceres como Nicolás
- Lola Berthet
- Julián Weich como Presentador.
- Diego Francés
- Rita Terranova como Monica.
- Mariana Richaudeau como Sofía.
- Jazmín Rodríguez como Mariana.
- Luis María Montanari como Hombre en la pileta.
- Javier Van de Couter como Ladrón.
- Mucio Manchini como Mariposa.
- Coni Marino como Cecilia.
- Santiago Rios como Alexis.
- Harry Havilio (†) como Dr. Verdich.
- Joaquín Furriel como Gerardo.
- Adrián Yospe (†) como  Fabio.
- Alberto Busaid (†) como Malvicino.
- Paula Martínez como Azucena.
- Nazarena Vélez como Griselda.
- Cecilia Labourt como Haydée.
- Mónica Cahen D'Anvers como Jueza.
- Liliana Pécora como Nelly.
- Fito Yanelli como Miguel.
- Silvia Armoza como Nilda.
- Antonio Ugo (†) como Arditti.
- Francisco Fernández de Rosa como Hernán.
- Susana Di Gerónimo como Inspectora de la D.G.I.
- Pepe Pesado Moreda como Padre Juan Carlos.
- Gustavo Masó como Verdulero.
- Ira Fronten como Shannon.
- Joaquín Bouzas
- Graciela Alfano como Dalila.

### Alta Tensión
- Willy Ruano
- Rubén Mattos
- José María Esperoni
- Marilu Smith
- Inés García Pérez

### Participaciones Especiales
- Ari Paluch
- Diego Maradona (†)
- Silvio Soldán
- Sergio Denis (†)
- Adrián Suar
- Pedro Peterson
- Silvana Di Lorenzo
- Estela Raval
- Violeta Rivas

## Premios
| Año  | Premio               | Categoría                      | Programa                                            | Resultado |
| ---- | -------------------- | ------------------------------ | --------------------------------------------------- | --------- |
| 1998 | Premio Martín Fierro | Actriz Protagonista de Comedia | Mercedes Morán                                      | Ganadora  |
| 1998 | Premio Martín Fierro | Actor Protagonista de Comedia  | Juan Leyrado                                        | Ganador   |
| 1998 | Premio Martín Fierro | Actriz de Reparto              | María Fiorentino                                    | Ganadora  |
| 1998 | Premio Martín Fierro | Actriz de Reparto              | Silvia Montanari (†)                                | Nominada  |
| 1998 | Premio Martín Fierro | Actor de Reparto               | Dady Brieva                                         | Nominado  |
| 1998 | Premio Martín Fierro | Actor de Reparto               | Manuel Callau                                       | Ganador   |
| 1998 | Premio Martín Fierro | Actuación Infantil             | Jimena Barón                                        | Ganadora  |
| 1998 | Premio Martín Fierro | Mejor Comedia                  | Gasoleros                                           | Ganadora  |
| 1999 | Premio Martín Fierro | Actriz de Reparto              | China Zorrilla (†)                                  | Nominada  |
| 1999 | Premio Martín Fierro | Actriz de Reparto              | Verónica Llinás también nominada por Buenos vecinos | Nominada  |

## Sucesión de tiras diarias dePol-ka Producciones
| Predecesor: - | ''Gasoleros'' 1998/1999 | Sucesor: ''Campeones de la vida'' |